# Новая (близ посёлка Вишнёвый, Кольчугинский район)
Новая — деревня в Кольчугинском районе Владимирской области России, входит в состав Раздольевского сельского поселения.

## География
Деревня расположена в 11 км на юг от центра поселения посёлка Раздолье и в 17 км на юг от райцентра города Кольчугино, в 2 км от посёлка Вишнёвый.

## История
В конце XIX — начале XX века деревня входила в состав Завалинской волости Покровского уезда, с 1925 года — в составе Кольчугинской волости Александровского уезда. В 1859 году в деревне числилось 14 дворов, в 1905 году — 21 двор, в 1926 году — 29 дворов.
С 1929 года деревня входила в состав Завалинского сельсовета Кольчугинского района, с 2005 года — в составе Раздольевского сельского поселения.

## Население
| 1859 | 1905 | 1926 | 2002 | 2010 | 2021 |
| ---- | ---- | ---- | ---- | ---- | ---- |
| 82   | ↗148 | ↘103 | ↘5   | ↗6   | ↘3   |